# Fondant (chimie)
Pour les articles homonymes, voir Fondant.
Un fondant est un produit permettant d'abaisser la température de fusion d'un ou plusieurs éléments ou composés chimiques. La présence et la nature d'un fondant a un impact notable sur le produit final obtenu et ses propriétés tant physiques que chimiques.
Par exemple, un verre silicaté est constitué principalement de silice vitrifiée, mais ce qui fait la différence entre du verre pyrex (borosilicate), du verre de Murano (sodocalcique) et du verre de cristal, ce sont les fondants utilisés et leurs proportions (pour le pyrex, un borosilicate donc, ce qui fait aussi la différence est la présence de trioxyde de bore, mais il n'est pas, lui, un fondant : pour le pyrex, le fondant est principalement l'oxyde de sodium).
Parmi les fondants utilisés, on rencontre la potasse (pour la fabrication du verre et de la céramique), ou encore le feldspath. En métallurgie, on utilise la cryolithe ou la fluorine. Pour la cendre des mèches de bougie, on utilise l'acide borique.
Dans le gueulard d'un haut-fourneau, outre le minerai de fer et du coke, on introduit du fondant.
Par exemple en géologie, la subduction de la croûte océanique dans la lithosphère continentale par subsidence thermique amène en profondeur des éclogites (roche métamorphique) riches en eau. Ces éclogites libèrent de l'eau au niveau du manteau lithosphérique (environ 80 km) et les péridiotites du manteau entrent alors en fusion après avoir été entrainées dans l'asthénosphère ce qui induit un magmatisme de subduction. On qualifie alors l'eau ici de fondant car elle permet de faire entrer en fusion des péridiotites qui, anhydres, n'auraient pas été capables d'entrer en fusion.